# رجینالد هکت هیوتسون
رجینالد هکت هیوتسون (انگلیسی: Reginald Hewetson; ۴ اوت ۱۹۰۸ – ۱۹ ژانویهٔ ۱۹۹۳) فرد نظامی اهل بریتانیا بود. وی همچنین برندهٔ جوایزی همچون نشان حمام و نشان امپراتوری بریتانیا شده‌است.